# 卢尔迪奥斯-伊谢尔
卢尔迪奥斯-伊谢尔（法語：Lourdios-Ichère，法語發音：[luʁdjɔs iʃɛʁ]）是法国大西洋比利牛斯省的一个市镇，属于奥洛龙-圣玛丽区。

## 地理
卢尔迪奥斯-伊谢尔（43°2'57"N, 0°39'54"W）面积16.24 平方千米，位于法国新阿基坦大区大西洋比利牛斯省，该省份为法国东南部省份，涵盖了贝阿恩与北巴斯克，西临大西洋比斯開灣，北至朗德省，东北接热尔省，东临上比利牛斯省，南与西班牙接壤。
与卢尔迪奥斯-伊谢尔接壤的市镇（或旧市镇、城区）包括：阿雷特、伊索尔、奥斯昂纳斯普、萨朗斯。
卢尔迪奥斯-伊谢尔的时区为UTC+01:00、UTC+02:00（夏令时）。

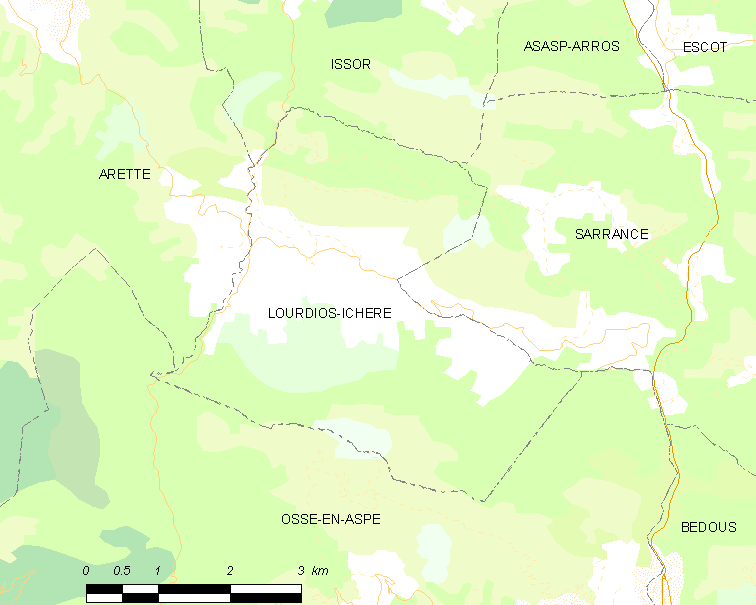
卢尔迪奥斯-伊谢尔的OSM定位图

## 行政
卢尔迪奥斯-伊谢尔的邮政编码为64570，INSEE市镇编码为64351。

## 政治
卢尔迪奥斯-伊谢尔所属的省级选区为奥洛龙-圣玛丽第一县。

## 人口

1962-2008年间卢尔迪奥斯-伊谢尔人口变化图示

卢尔迪奥斯-伊谢尔于2022年1月1日时的人口数量为141人。